# Сімоне Больдіні
Сімоне Больдіні (італ. Simone Boldini, нар. 23 травня 1954, Геді) — італійський футболіст, що грав на позиції правого захисника за «Мілан», у складі якого — чемпіон Італії і володар Кубка Італії, «Асколі», «Наполі» та низку інших італійських клубних команд.
По завершенні ігрової кар'єри — тренер.

## Ігрова кар'єра
Народився 23 травня 1954 року в Геді. Вихованець футбольної школи «Мілана». В сезоні 1971/72 був заявлений за основну команду того ж клубу, проте в італійській першості дебютував лише наступного сезону, граючи в оренді за «Спецію». Згодом протягом 1973–1976 років на правах повноцінного контракту захищав кольори «Комо».
1976 здійснив перехід у зворотньому напрямку, повернувшись до «Мілана». Відіграв за «россонері» наступні три сезони своєї ігрової кар'єри, здебільшого як гравець резерву, ставши за цей час чемпіоном Італії і володарем Кубка країни.
1979 року уклав контракт з «Асколі», у складі якого протягом наступних чотирьох років був основним гравцем команди.
З 1983 року два сезони захищав кольори клубу «Наполі», після чого протягом 1985—1989 років захищав кольори «Аталанти» та «Пістоєзе».
Завершував ігрову кар'єру в «Саронно», за яку виступав протягом 1989—1990 років.

## Кар'єра тренера
Розпочав тренерську кар'єру невдовзі по завершенні кар'єри гравця, 1992 року, очоливши тренерський штаб клубу «Саронно», де пропрацював з 1992 по 1994 рік.
Протягом наступного десятиріччя працював із низкою італійських клубів, зокрема тричі приходив на тренерський місток «Монци».
У 2007–2010 роках працював у Швейцарії, тренуючи «Лугано», після чого повернувся до роботи на батьківщині, утім на рівні нижчих ліг.

## Титули і досягнення
- Чемпіон Італії (1):

«Мілан»: 1978-1979
- Володар Кубка Італії (2):

«Мілан»: 1971-1972, 1976-1977